# Eisenhammer hadművelet
Az Eisenhammer hadművelet (magyarul Vaskalapács-hadművelet) a németek által felvázolt második világháborús titkos terv volt, amely a szovjet vízerőművek ellen irányult volna azok megbénítása érdekében, így a szovjet gazdaságra „vaskalapácsként” lesújtva.
A szovjet villamosítási program leglényegesebb eleme a vízerőművek óriási és kidolgozott rendszerének felépítése volt, mely a Volgából és annak mellékfolyóiból nyerte az energiát. A hadiipar ellátásához szükséges villamosenergia 3/4-ét néhány fontos létesítmény adta. A hadművelet célja a moszkvai, Nyizsnyij Novgorod-i, tulai és novomoszkovszki létesítmények kiiktatása volt, mely drasztikusan csökkentette volna a szovjet ipar termelését. A tervet a Légügyi Minisztérium hivatalnokaként Heinrich Steinmann (1899–1969) vázolta fel, azzal az érvvel, hogy a turbinák pótlása a szovjetek számára lehetetlen feladat lett volna, mert nem rendelkeztek megfelelő technikával. Az elnevezés bizonyára Joszif Visszarionovics Sztálinra utal, hisz a szovjet vezető felvett neve acélembert jelentett. Egy összhangban megindított légitámadást képzeltek el, melyhez nagy hatótávú Mistel bombázókat vetettek volna be. A Mistel lényegében egy személyzet nélküli Junkers 88 bombázó volt, melyet robbanóanyaggal töltöttek meg, a tetejére pedig egy vadászgép került, s ennek pilótája irányította a szerkezetet. A tervben különleges bombákat vetettek volna be, úgynevezett „Sommerballon” („lufi”) bombákat, melyeket felfújható léggömbök tartottak a felszínen. Számos probléma késleltette a terv végrehajtását, mire elkészültek a speciális bombák és a Mistelek, a Vörös Hadsereg már gyorsan haladt előre. Az utolsó 1945 februárjára tervezett akciót a szövetségesek légitámadása meghiúsította, csaknem az összes Mistel megsemmisült.

## Fordítás
- Ez a szócikk részben vagy egészben  az   Operation Eisenhammer című angol Wikipédia-szócikk ezen változatának fordításán alapul.  Az eredeti cikk szerkesztőit annak laptörténete sorolja fel. Ez a jelzés csupán a megfogalmazás eredetét és a szerzői jogokat jelzi, nem szolgál a cikkben szereplő információk forrásmegjelöléseként.